# Islam in Cina
L'Islam viene professato in Cina dal VII secolo d.C. I musulmani sono un gruppo minoritario nel paese in quanto rappresentano dallo 0,45 al 2,85 % della popolazione totale secondo varie stime. Sebbene i musulmani hui siano il gruppo più numeroso, la più grande concentrazione di essi si trova nello Xinjiang, abitato da un significativo numero di uiguri. Altre minoranze islamiche consistenti risiedono nelle province del Ningxia, Gansu e Qinghai. Delle 55 minoranze ufficialmente riconosciute in Cina, dieci di questi gruppi sono prevalentemente sunniti.

## Storia

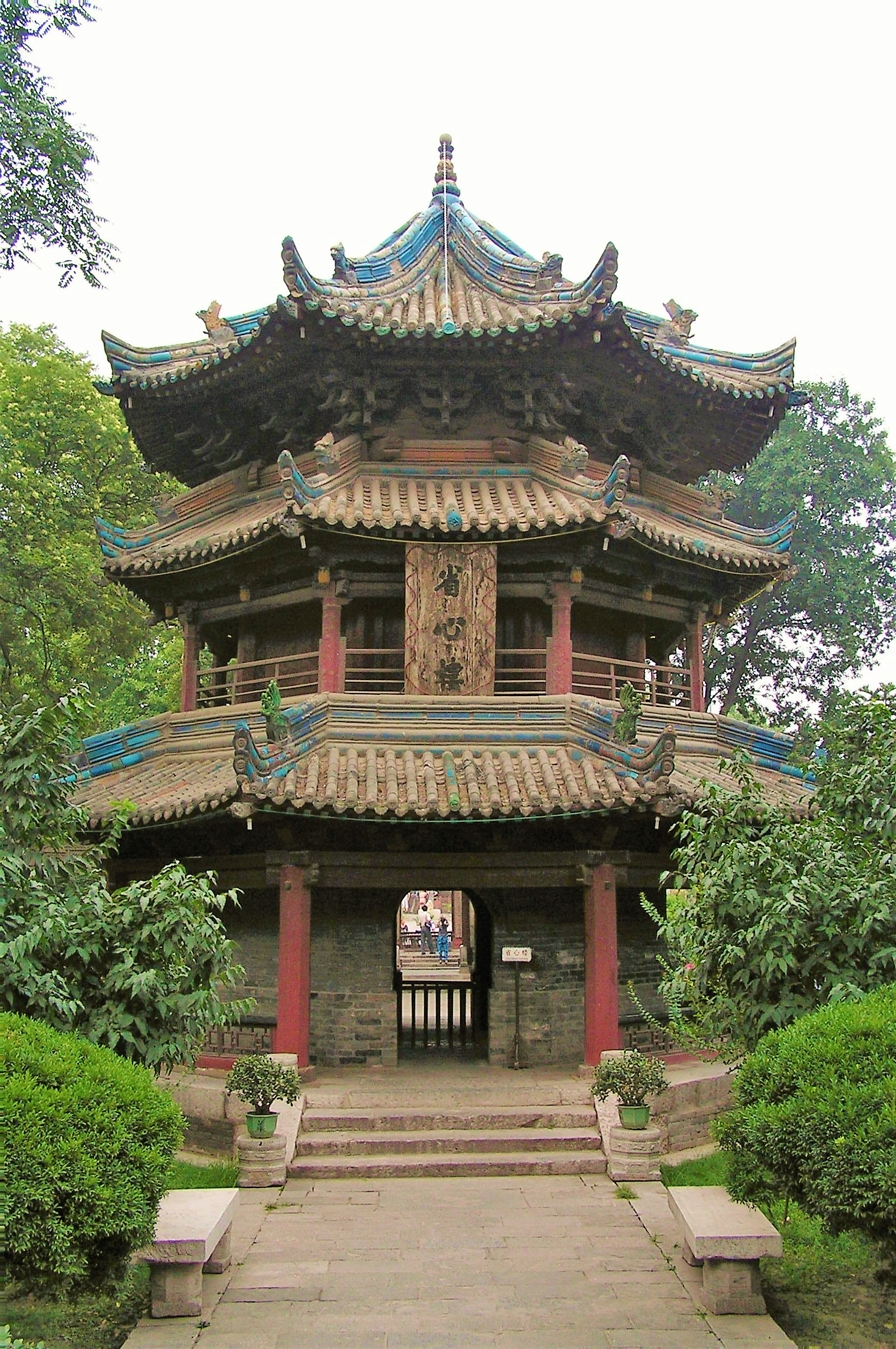
Minareto in stile cinese della Grande Moschea di Xi'an, una delle moschee più antiche della Cina.

La via della seta, che era una serie di rotte commerciali interne che si estendevano in tutto il Mediterraneo fino all'Asia orientale, fu utilizzata per millenni fin dal 1000 a.C. Per più della metà di questo lungo periodo, la maggior parte dei commercianti era di religione musulmana e si spostava verso est, portando oltre che alle loro merci anche la loro cultura e le loro credenze. L'Islam fu una delle tante religioni che gradualmente iniziarono a diffondersi attraverso la via della seta durante il VII e il X secolo per via delle guerre, dei commerci e degli scambi diplomatici.

### Dinastia Tang
Secondo le cronache dei cinesi musulmani, l'Islam fu introdotto per la prima volta in Cina tra il 616 e il 618 d.C. dai sahaba ("compagni") del profeta islamico Maometto. L'introduzione dell'Islam avvenne principalmente attraverso due percorsi: da sud-est seguendo un percorso stabilito fino a Canton e da nord-ovest attraverso la via della seta. Sa'ad ibn Abi Waqqas, Suhayla Abuarja, Hassan ibn Thabit e il tābiʿī Uwais al-Qarani tornarono in Cina dall'Arabia nel 637 d.C. tramite la rotta Yunan-Manipur-Chittagong, quindi raggiunsero l'Arabia via mare. Alcune fonti datano l'introduzione dell'Islam in Cina nel 650 d.C., ovvero durante il terzo soggiorno di Sa'd ibn Abi Waqqas, quando fu inviato ufficialmente presso l'imperatore Gao Zong durante il regno del califfo ʿUthmān b. ʿAffān. Gao Zong ordinò che fosse costruita la moschea di Huaisheng a Canton in memoria di Maometto, la prima del paese. Gli storici laici moderni tendono a dire che non ci sono prove che lo stesso Waqqās sia mai venuto in Cina, ma piuttosto credono che i diplomatici e i mercanti musulmani siano arrivati nella Cina governata dai Tang entro pochi decenni dall'inizio dell'Egira.

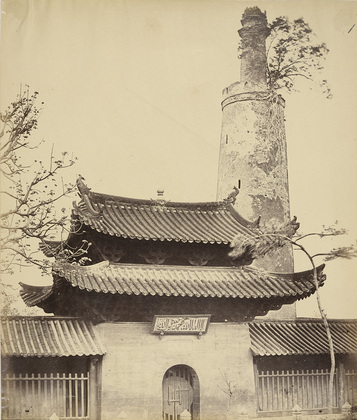
Minareto di Guang Ta presso la moschea di Huaisheng, fotografia del 1860

La prima dinastia Tang aveva una cultura cosmopolita, con intensi contatti con l'Asia centrale e con comunità significative di mercanti dell'Asia centrale e occidentale (originariamente non musulmani) residenti nelle città cinesi che contribuirono alla diffusione dell'Islam. I primi grandi insediamenti musulmani in Cina erano abitati da mercanti arabi e persiani con comunità musulmane mercantili relativamente ben consolidate, anche se alquanto segregate, esistenti nelle città portuali di Guangzhou, Quanzhou e Hangzhou sulla costa sud-orientale della Cina, così come nei centri interni come Chang'an, Kaifeng e Yangzhou durante l'era Tang e soprattutto Song. È registrato nel 758 che i pirati arabi e persiani, che probabilmente avevano la loro base in un porto dell'isola di Hainan, saccheggiarono Canton, facendo deviare parte del commercio verso il Vietnam del nord e l'area di Chaozhou, vicino al confine col Fujian. Nel 760 le truppe imperiali uccisero i mercanti arabi e persiani per la loro ricchezza in quello che divenne noto come massacro di Yangzhou, indi intorno all'879 i ribelli uccisero tra i 120.000 e i 200.000 stranieri, tra cui arabi e persiani, nel massacro di Canton. Si ritiene che per via del loro cruciale ruolo nel commercio i musulmani non fossero vittime della grande persecuzione antibuddista dell'845, nonostante fossero stati perseguitati anche gli zoroastriani e i cristiani nestoriani.
Nel 751 l'impero abbaside sconfisse la dinastia Tang nella battaglia del Talas, segnando la fine dell'espansione Tang verso ovest e determinando il controllo musulmano della Transoxiana per i successivi 400 anni. Tuttavia, il controllo arabo terminò nell'821 quando i Tahiridi presero il potere, indi susseguirono i turchi nel 977 sotto i Ghaznavidi fino al 1124, quando i Qara Khitai conquistarono la regione.

### Dinastia Song
Durante la dinastia Song i musulmani erano arrivati a svolgere un ruolo importante nel campo dell'importazione e dell'esportazione, tant'è che la carica di direttore generale della navigazione era costantemente ricoperta da un musulmano. Nel 1070 l'imperatore Song Shenzong invitò 5.300 uomini musulmani di Bukhara a stabilirsi in Cina per creare una zona cuscinetto al confine con l'area governata dalla dinastia Liao nel nord-est. Questi musulmani si stabilirono tra la capitale Kaifeng e Yenching (l'odierna Pechino) ed erano guidati dal principe Amir Sayyid "Su-fei-er", definito il "padre" della comunità musulmana in Cina. Prima di lui l'Islam era chiamato dai cinesi Tang e Song Dashi fa ("legge degli arabi") e in seguito venne coniata l'espressione Huihui Jiao ("religione degli hui").
Pu Shougeng, un funzionario musulmano dei Song, disertò per aiutare gli Yuan a conquistare la Cina meridionale. Nel 1276 i fedelissimi dei Song lanciarono un'offensiva contro i mongoli intenti a conquistare Fuzhou. Pu Shougeng mobilitò le truppe delle comunità straniere, che uccisero la famiglia imperiale e i fedeli dell'imperatore nella città, e fu nominato commissario militare per il Fujian e il Guangdong. Tuttavia i mongoli Yuan si rivoltarono contro la famiglia di Pu Shougeng e i musulmani in quella che fu la ribellione di Ispah. Le moschee e altri edifici in stile non cinese furono quasi tutti distrutti.

#### Tombe degli imam

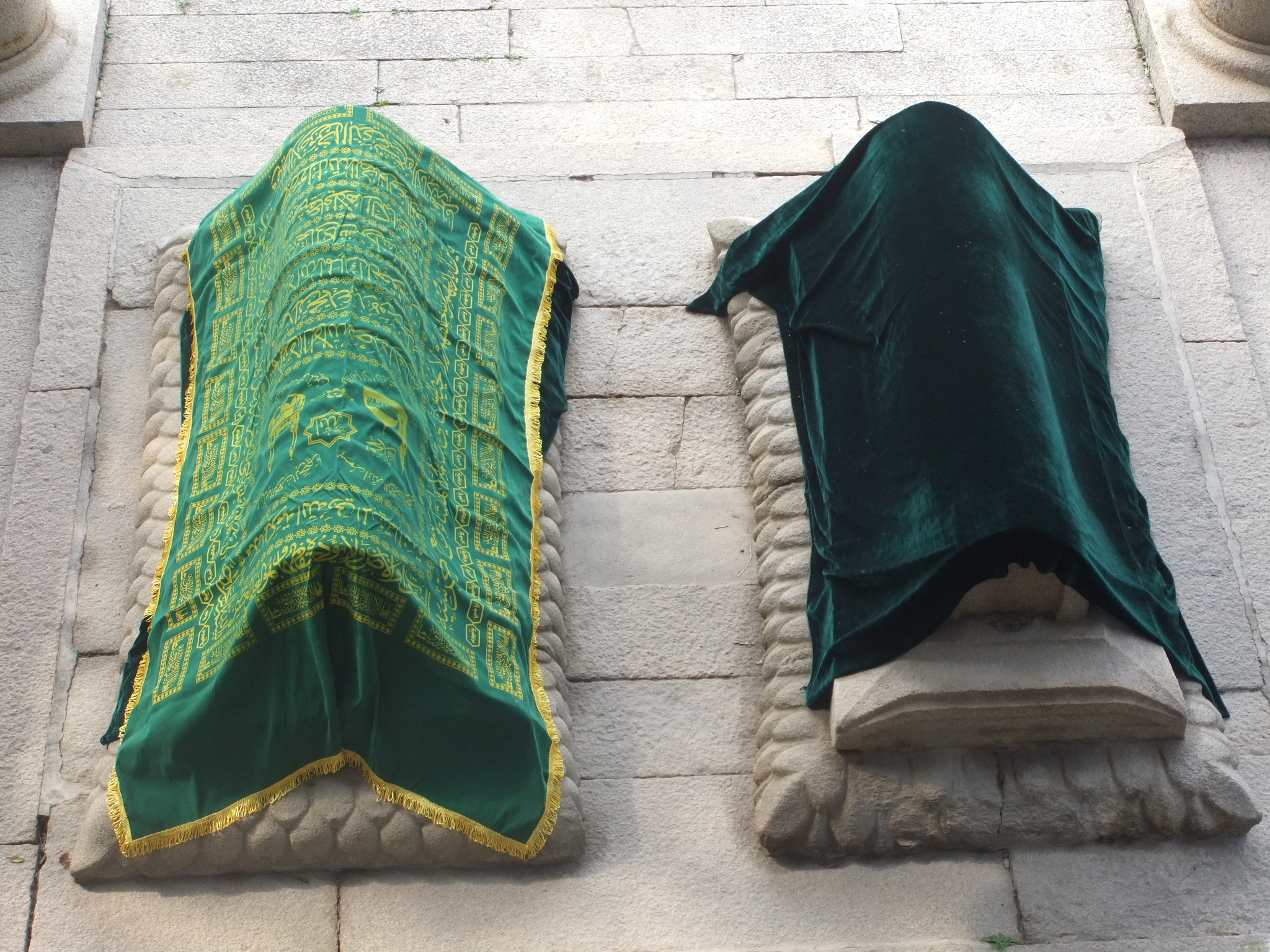
Le tombe di Sa-Ke-Zu e Wu-Ko-Shun sul monte Lingshan a Quanzhou

Ai piedi del monte Lingshan si trovano le tombe di due dei quattro compagni che il profeta Maometto inviò a est per diffondere l'Islam. Conosciute come le "tombe sacre", ospitano i seguaci Sa-Ke-Zu e Wu-Ko-Shun. Si crede che l'imam Asim sia stato uno dei primi missionari islamici in Cina. Il sito del santuario comprende la presunta tomba dell'imam, una moschea e diverse tombe correlate. Vi è anche un mazaar dell'imam Jafar Sadiq.

### Dinastia Yuan
Hamada Hagras afferma che "con la Cina unificata sotto la dinastia Yuan i commercianti potevano circolare liberamente nel paese. I mongoli erano consapevoli dell'impatto positivo che il commercio era in grado di portare e desideravano migliorare le infrastrutture cinesi per garantire il flusso delle merci. Uno dei principali progetti fu la riparazione e l'inaugurazione del Gran Canale che collegava Khanbaliq (l'odierna Pechino) a nord con Hangzhou sulla costa sudorientale. La posizione strategica di Ningbo situata sulla costa centrale e alla fine del Canale incrementò lo sviluppo mercantile della costa orientale. Il Canal Grande contribuì significativamente alla diffusione dell'Islam nelle città della costa orientale cinese."

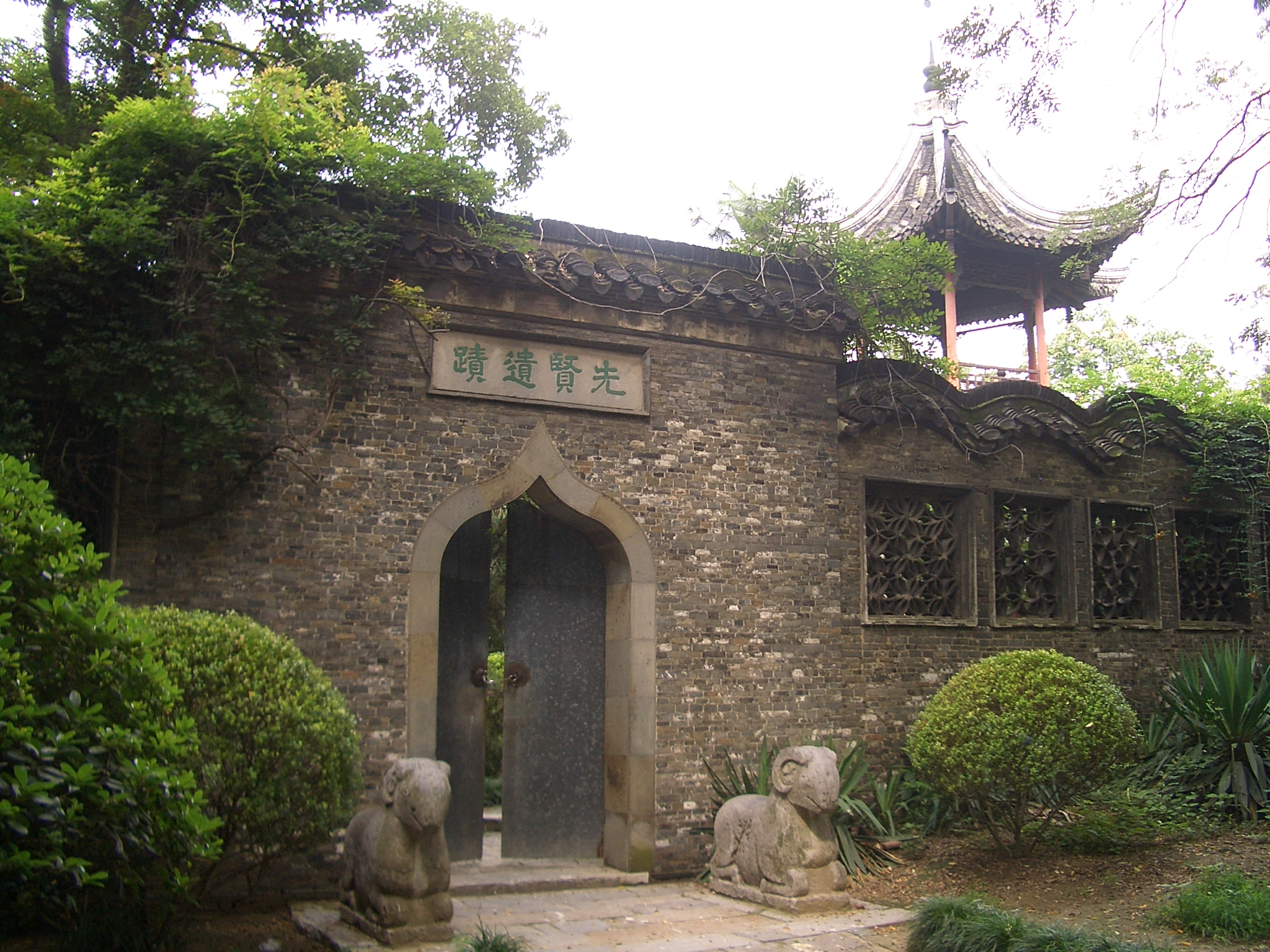
Complesso del Mausoleo di Puhaddin a Yangzhou

Durante la dinastia Yuan fondata dai mongoli (1271-1368) molti musulmani si trasferirono in Cina e godettero di uno status elevato insieme ai cristiani e agli ebrei dell'Asia occidentale, a differenza dei nativi cinesi han. I mongoli reclutarono e trasferirono con la forza centinaia di migliaia di immigrati musulmani dall'Asia occidentale e centrale per aiutarli ad amministrare il loro impero in rapida espansione. I funzionari imperiali erano uiguri, arabi, persiani e buddisti ed erano noti come semu [色目] ("vari colori degli occhi"). Gli studiosi musulmani si occuparono della creazione del calendario e di astronomia, e l'architetto Yeheidie'erding (Amir al-Din) progettò la costruzione della capitale della dinastia Yuan Dadu.
Il termine hui ha origine dalla parola mandarina "huihui" che venne usata per la prima volta durante la dinastia Yuan per descrivere i residenti arabi, persiani e centroasiatici in Cina. Molti dei commercianti e soldati musulmani che si stabilirono in Cina sposarono donne cinesi, dando origine agli hui, che letteralmente significa "musulmani di lingua cinese".

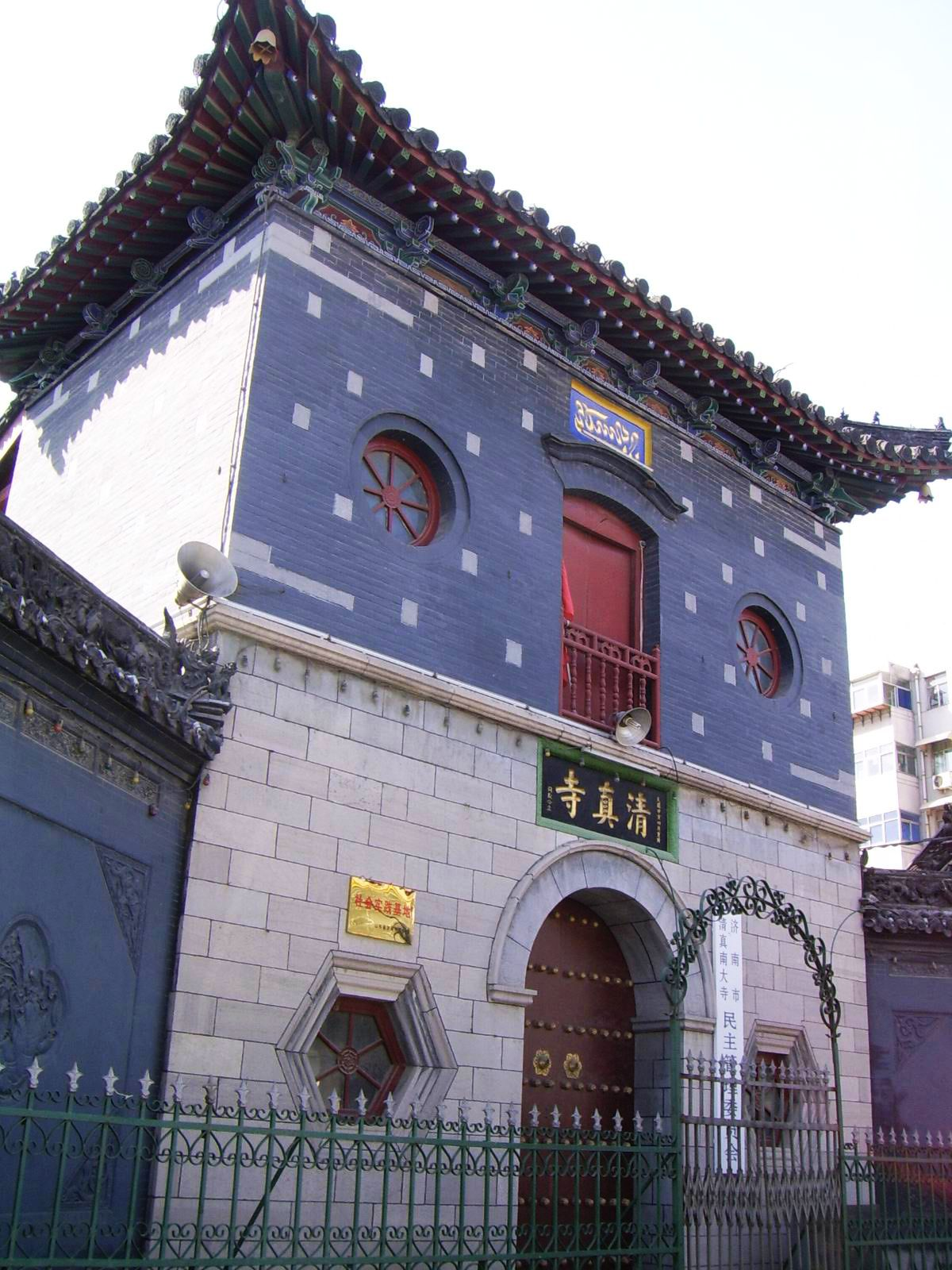
La Grande Moschea del Sud di Jinan fu completata durante il regno di Temür Khan.

Gengis Khan e i suoi successori proibirono le pratiche islamiche, come la macellazione halal e la circoncisione, e definì apertamente i musulmani e gli ebrei come "schiavi" costringendoli a seguire le pratiche alimentari mongole. Verso la fine della dinastia Yuan i generali musulmani si unirono ai cinesi han nella ribellione contro i mongoli guidati dal fondatore della dinastia Ming, l'imperatore Hongwu. Ad alcuni musulmani venne dato un nome che in cinese significava "caserma" o "grazie" in segno di gratitudine per la sconfitta dei mongoli.

#### La ribellione di Ispah
Anche i musulmani della classe semu si ribellarono contro la dinastia Yuan nella ribellione di Ispah, ma vennero sconfitti dal comandante Chen Youding. I semu persero i loro privilegi verso la fine del periodo Yuan. Nel 1328 i qadi furono aboliti dopo le limitazioni subite a partire dal 1311, e nel 1340 fu promulgata una legge secondo cui tutti i matrimoni dovevano seguire le regole confuciane, un provvedimento che andava in contrasto con una legge del 1329 che esentava dalle tasse tutti i santi e i chierici stranieri, compresi i musulmani. A metà del XIV secolo questo fece sì che i musulmani incitassero alla ribellione contro il dominio Yuan e si unissero ai gruppi ribelli. Tra il 1357 e 1367 la guarnigione persiana musulmana Yisibaxi diede inizio alla ribellione di Ispah contro la dinastia Yuan a Quanzhou e nel Fujian meridionale. I mercanti persiani Amid ud-Din (Amiliding) e Saif ud-Din (Saifuding) guidarono la rivolta, ma vennero assassinati dal funzionario persiano Yawuna, che prese il controllo delle forze ribelli musulmane. La ribellione fu repressa a Fuzhou nel 1367 dopo che un ufficiale musulmano di nome Jin Ji disertò in favore delle forze imperiali.

#### I massacri dei persiani e degli arabi
Le conseguenze della ribellione di Ispah videro il generale Yuan Chen Youding massacrare i musulmani a Quanzhou. Molti musulmani si rifugiarono a Giava e in altri luoghi del sud-est asiatico per sfuggire ai massacri, alcuni mercanti persiani e arabi fuggirono all'estero con le navi, mentre altri che avevano assimilato la cultura cinese furono espulsi o si rifugiarono nelle moschee di Quanzhou. Le genealogie delle famiglie musulmane sopravvissute alla transizione sono la principale fonte di informazioni sulla ribellione. Ibn Battuta aveva visitato la grande comunità musulmana multietnica di Quanzhou prima della ribellione di Ispah del 1357.
La comunità musulmana di Quanzhou fu bersagliata dalla rabbia popolare. Nelle strade vi fu un massacro su vasta scala di occidentali e musulmani "dal naso grosso", come riportato in un resoconto genealogico di una famiglia musulmana. L'era di Quanzhou in qualità di porto commerciale internazionale dell'Asia giunse alla fine, così come il ruolo commerciale dei musulmani che vi risiedevano. Alcuni di questi ultimi fuggirono, mentre altri si nascosero nonostante le leggi più permissive emanate dagli imperatori Ming.

### Dinastia Ming

#### Primo periodo Ming

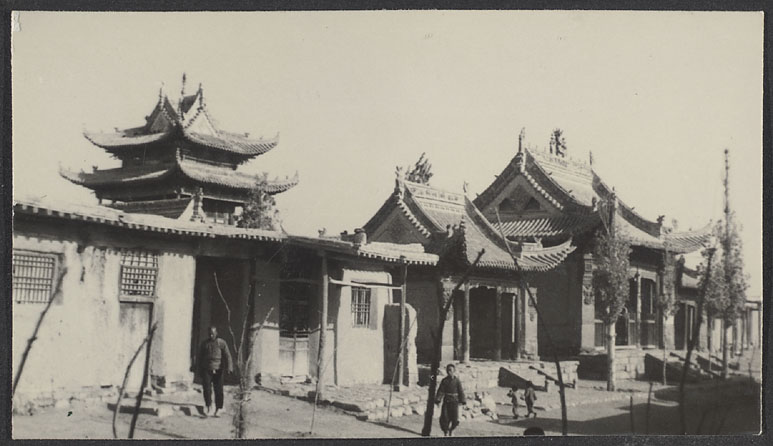
La Grande Moschea di Weizhou, costruita durante la dinastia Ming

La politica dei Ming nei confronti della religione islamica era tollerante, per quanto le minoranze etniche fossero costrette a un processo di integrazione attraverso il matrimonio forzato. I musulmani potevano praticare la loro religione, ma se appartenevano ad altri gruppi etnici erano tenuti per legge a sposarsi con gli han, che spesso si convertivano all'Islam.

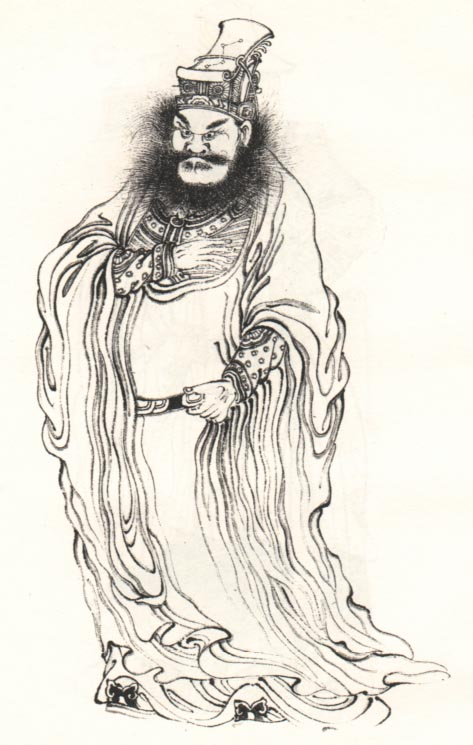
Hu Dahai fu un generale musulmano cinese al servizio dell'imperatore Hongwu.

I matrimoni tra i musulmani e i cinesi han delle classi elevate erano rari, in quanto gli uomini han di altro rango si rifiutavano di sposare donne musulmane e proibivano alle loro figlie di sposare uomini musulmani, poiché non volevano convertirsi a causa del loro status superiore. Solo gli uomini cinesi han delle classi inferiori erano disposti a convertirsi una volta sposata una donna hui. La legge Ming consentiva agli uomini e alle donne cinesi han di non dover sposare gli hui e di sposarsi solo tra loro, mentre gli uomini e le donne hui dovevano sposare un coniuge che non fosse della loro etnia.
Per quanto l'imperatore Yongle avesse promulgato dei decreti volti a proteggere i musulmani, a questi ultimi fu vietato di adottare cognomi cinesi. Inoltre suo padre Hongwu limitò il commercio marittimo da Quanzhou a Ryukyu in favore di Canton, che avrebbe monopolizzato le rotte marine del sud negli anni 1370 e 1403-1474. Fino alla fine del XVI secolo il commercio privato fu vietato.

#### I salar

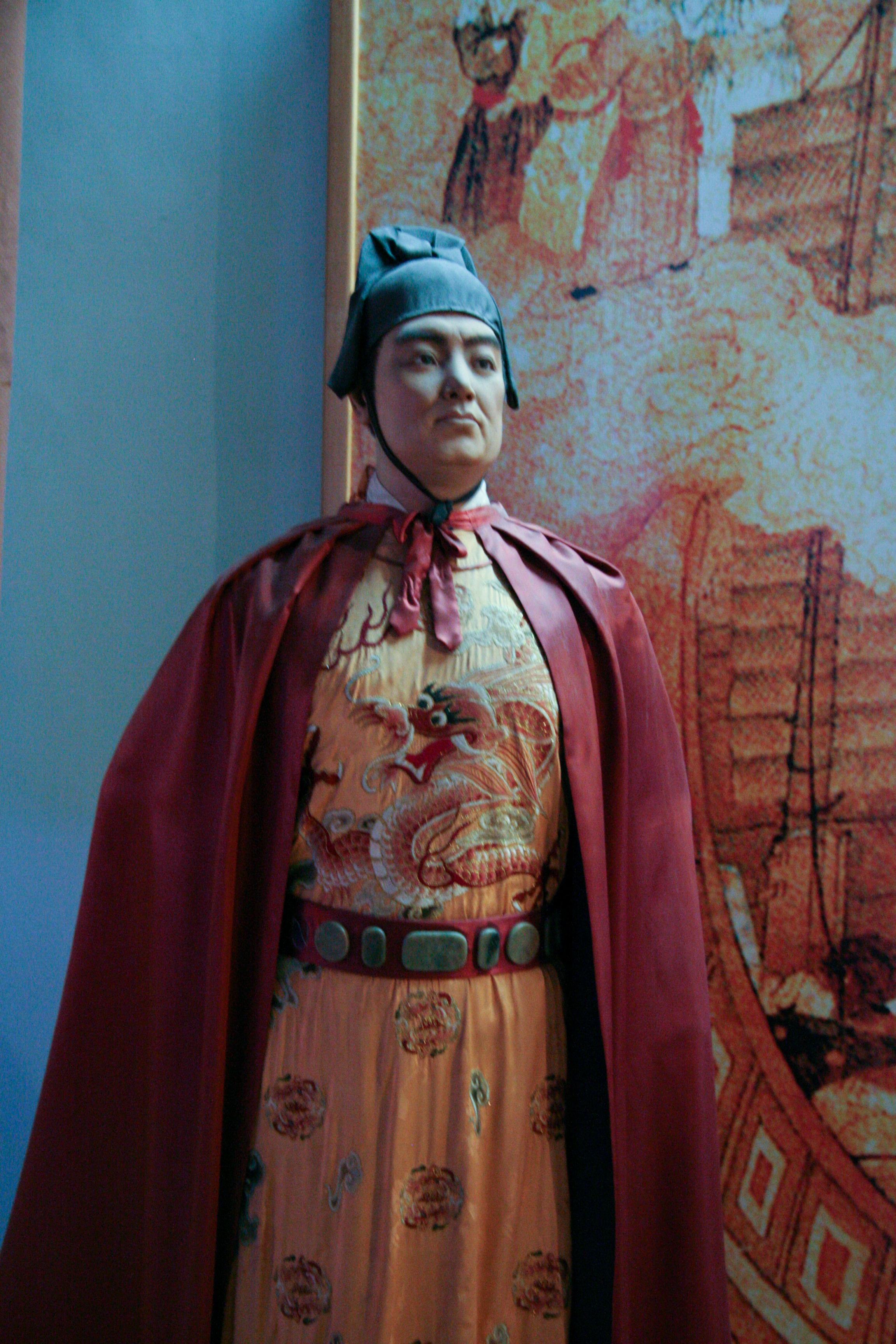
L'esploratore musulmano Zheng He.

Gli oghuz turkmeni salar si trasferirono da Samarcanda a Xunhua, nel Qinghai, dove si convertirono e sposarono donne tibetane. I salar praticavano la stessa variante gedimu (gedem) dell'Islam sunnita del popolo hui e adottarono molte delle loro tradizioni, come gli ordini sufi naqshbandi. Ma Laichi inoltre introdusse tra i salar l'ordine khafiyya.
Era raro che un salar sposasse un cinese han, per quanto usassero i loro cognomi. Le cerimonie nunziali, i funerali, i riti di nascita e le preghiere erano condivisi tra i salar e gli hui, tuttavia la lingua e la cultura salar furono fortemente influenzate nel XIV e XVI secolo dai matrimoni con mongoli e tibetani non musulmani. Alcuni di essi erano poliglotti e parlavano mongolo, cinese e tibetano per via dei commerci durante i periodi Ming, Qing e all'inizio del XX secolo intorno al Ningxia e al Gansu.
I salar convertirono anche i tibetani kargan provenienti da Samarcanda. Nel Qinghai orientale e nel Gansu alcune donne tibetane continuarono a professare il buddismo lamaista nonostante avessero contratto matrimonio con dei musulmani.

#### Medio-tardo periodo Ming
Durante la tarda dinastia Ming i musulmani continuarono ad essere influenti negli ambienti governativi. Si ritiene che sei dei generali più fidati dell'imperatore Hongwu fossero musulmani, incluso Lan Yu che nel 1388 guidò le truppe imperiali fuori dalla grande muraglia contro i mongoli. Hongwu inoltre scrisse L'elogio delle cento parole in favore dell'Islam e ordinò l'erezione di diverse moschee nelle due capitali Xijing e Nanchino, nonché nel sud dello Yunnan, nel Fujian e nel Guangdong. Uno degli uomini più fidati di suo figlio Yongle fu il musulmano Zheng He, il quale guidò sette spedizioni nell'Oceano Indiano dal 1405 al 1433. Tuttavia, le politiche isolazioniste dei Ming limitarono i flussi migratori dei paesi islamici, e i musulmani residenti nell'impero che discendevano da una precedente immigrazione iniziarono ad assimilarsi parlando cinese e adottando nomi e cultura han. L'architettura delle moschee iniziò a fondersi con lo stile tradizionale cinese e Nanchino divenne un importante centro per gli studi islamici.

Il settimo viaggio di Zheng He

Ai musulmani di Pechino fu concessa la libertà di culto a differenza dei buddisti e dei cattolici tibetani. Un editto contro la macellazione dei maiali portò a ipotizzare che l'imperatore Zhengde si fosse convertito all'Islam, essendo solito a servirsi di eunuchi musulmani per la produzione di porcellane con iscrizioni persiane e arabe. Le speculazioni sulla sua conversione sono evidenziate assieme al suo comportamento eccessivo e dissoluto con le sue concubine di origine straniera. Le ragazze musulmane dell'Asia centrale erano le favorite di Zhengde, mentre Xuande si circondava di concubine coreane.

### Dinastia Qing

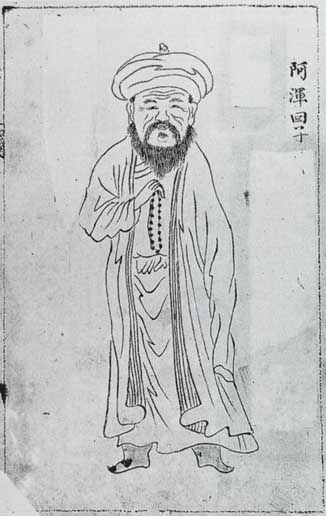
Raffigurazione di un musulmano dell'Altishahr durante la dinastia Qing

La dinastia Qing guidata dai manciù (1636-1912) subì molteplici rivolte, di cui alcune guidate da musulmani. Nel 1646 gli islamici Milayin e Ding Guodong si unirono ai Ming contro i Qing per riportare sul trono il principe Zhu Shichuan. Assieme a loro vi furono il sultano Sa'id Baba di Hami e suo figlio Turumtay, nonché i popoli tibetani e gli han. Dopo aspri combattimenti e negoziati nel 1649 fu firmata una resa, Milayan e Ding giurarono fedeltà ai Qing e divennero membri dell'esercito. Durante le successive ribellioni dei fedeli ai Ming nella Cina meridionale i Qing furono costretti a ritirare le loro forze dal Gansu e Milayan e Ding disertarono. Seguì una dura repressione da parte dei Qing con 100.000 morti in battaglia.
A Canton sono siti i monumenti nazionali conosciuti come "Il trio leale dei musulmani", ovvero le tombe dei musulmani che si schierarono con i Ming ricordati come martiri. Questi ribelli erano noti come Jiaomen sanzhong ("i tre difensori della fede").
L'imperatore Kangxi aizzò i sentimenti islamofobi tra i mongoli del Qinghai per ottenere sostegno contro il leader zungaro oirato Galdan, affermando che quest'ultimo si fosse convertito all'Islam e che stesse tramando con gli hui e i salar contro i buddisti e il Dalai Lama.

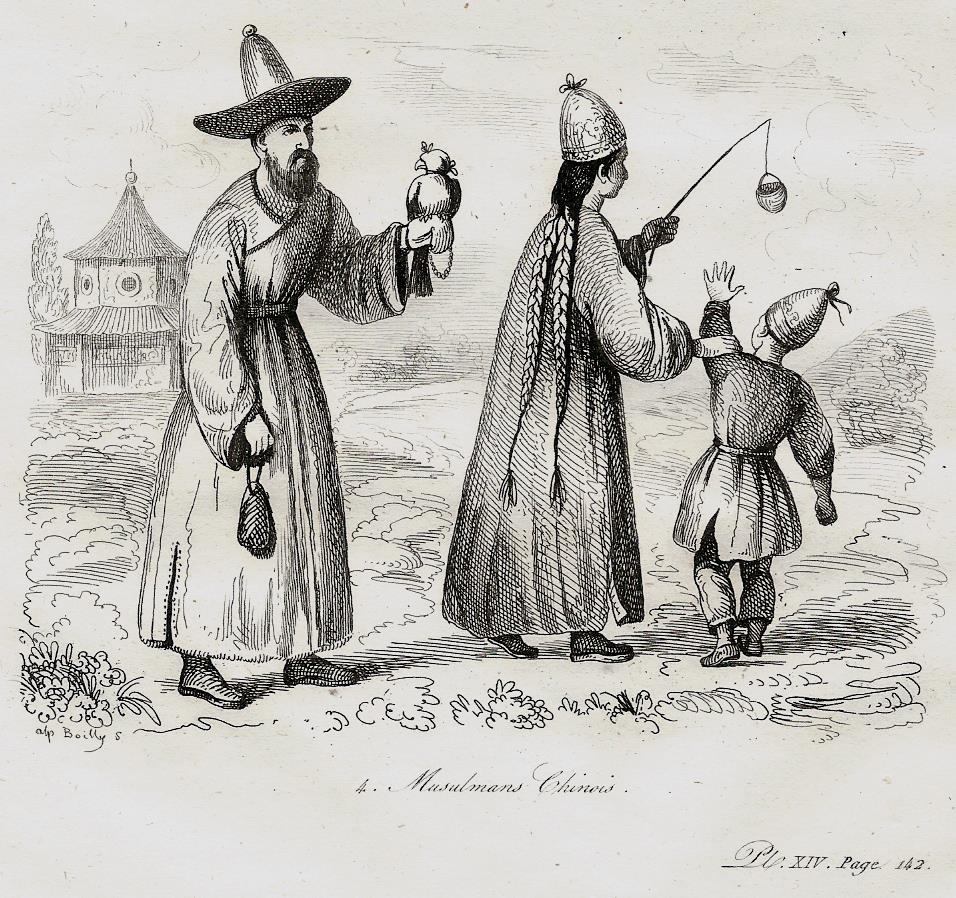
Cinesi musulmani nel 1800, opera di Julien-Léopold Boilly

Altre ribellioni represse dalle truppe imperiali furono la rivolta jahriyya contro i khafiyya, la ribellione degli ush del 1765 degli uiguri contro i manciù, l'invasione di Jahangir Khoja avvenuta in risposta agli stupri delle donne uigure da parte dei Qing, e la rivolta dei panthay (1856-1873) durante la quale molti musulmani furono condannati a morte tramite il lingchi.

Altre rivolte furono causate da violente e sanguinose lotte intestine tra i vari gruppi musulmani come i gedimu, i khafiya e gli jahriyya. La ribellione nello Yunnan avvenne a causa della repressione dei funzionari Qing, provocando in particolare la rivolta dei dungani avvenuta principalmente nello Xinjiang, nello Shaanxi e nel Gansu dal 1862 al 1877. Ciò nonostante, tutte queste rivolte non sembrano aver avuto alcun effetto diretto sui musulmani dell'Henan.

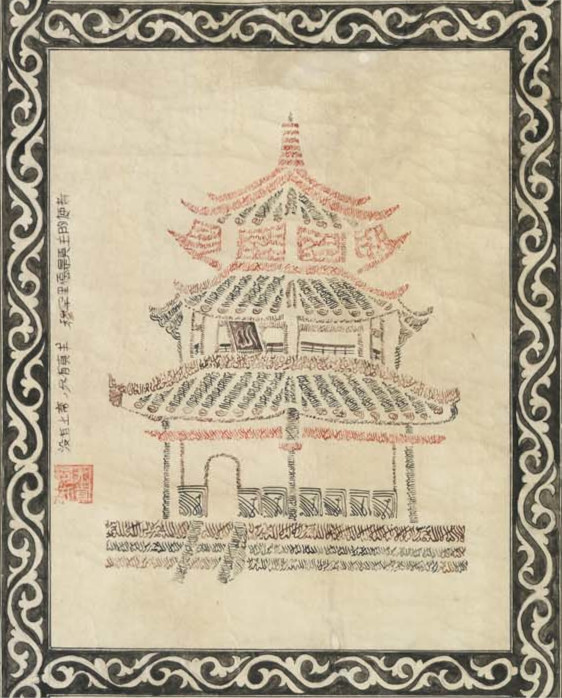
Pagoda composta dalla Shahadah e da altre preghiere islamiche. Sezione di una pergamena del 1845

Molti musulmani come Ma Zhan'ao, Ma Anliang, Dong Fuxiang, Ma Qianling e Ma Julung si unirono ai Qing e aiutarono il generale Zuo Zongtang a sterminare i ribelli musulmani. Durante una seconda rivolta dungana nel 1896 i musulmani fedeli alla corona come Dong Fuxiang, Ma Anliang, Ma Guoliang, Ma Fulu e Ma Fuxiang soppressero e massacrarono i ribelli guidati da Ma Dahan, Ma Yonglin e Ma Wanfu. Inoltre, l'esercito musulmano dei Kansu Braves guidato dal generale Dong Fuxiang combatté contro gli stranieri durante la ribellione dei Boxer. Oltre a inviare i criminali han nello Xinjiang, i Qing esiliarono i criminali mongoli, russi e musulmani dalla Mongolia e dall'Asia interna verso la Cina orientale dove avrebbero vissuto in schiavitù nelle guarnigioni han a Canton.

### Repubblica di Cina
Nel primo decennio del Novecento si stima che vi fossero 20 milioni di musulmani nella Cina delle 18 province. Quasi la metà di essi risiedeva nel Gansu, oltre un terzo nello Shaanxi e il resto nello Yunnan.
Gli hui dello Shaanxi sostennero la rivoluzione cinese del 1911, mentre quelli del Gansu si schierarono al fianco dell'impero Qing. Gli hui di Xi'an si unirono ai rivoluzionari han nel massacrare l'intera popolazione manciù della città. Molte donne mancesi divennero schiave del ceto benestante han oppure mogli degli han appartenenti ai ceti inferiori, altre invece furono catturate dagli hui di Xi'an e si convertirono all'Islam.
La dinastia Qing cadde nel 1912 in favore della Repubblica di Cina fondata da Sun Yat-sen, il quale immediatamente proclamò l'uguaglianza dei popoli han, hui, manciù, mongoli e tibetani. Le relazioni tra questi popoli migliorarono e crebbero le interazioni con i paesi esteri. Nel 1912 nella capitale Nanchino fu costituita la Federazione musulmana cinese. Organizzazioni simili si formarono a Pechino (1912), Shanghai (1925) e Jinan (1934).
Durante il governo del Kuomintang i signori della guerra musulmani come la cricca Ma furono nominati governatori militari delle province del Qinghai, del Gansu e del Ningxia. Ad esempio Bai Chongxi fu un generale musulmano e ministro della Difesa cinese.

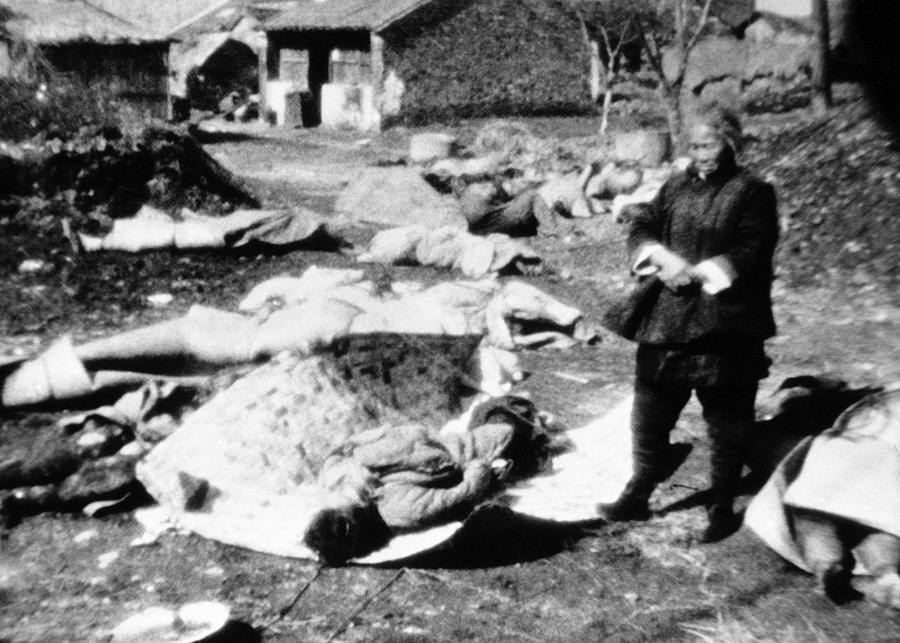
Cadaveri di cinesi hui che furono massacrati e violentati dai giapponesi a Nanchino, 1937

Durante la seconda guerra sino-giapponese i nipponici distrussero 220 moschee e uccisero innumerevoli hui nell'aprile 1941, tra cui quelli di Dachang. Durante il massacro di Nanchino le moschee furono riempite di cadaveri hui e furono bersaglio delle truppe nipponiche che le imbrattavano con grasso di maiale. Gli hui erano costretti a macellare i maiali per nutrire i soldati e le ragazze divennero schiave sessuali. I cimiteri musulmani furono distrutti per ragioni militari.
Nel 1937, durante la battaglia di Pechino-Tientsin, il governo cinese ricevette un telegramma dal generale musulmano Ma Bufang che era pronto a combattere i giapponesi. Immediatamente dopo l'incidente del ponte di Marco Polo Ma Bufang inviò a est una divisione di cavalleria guidata dal generale musulmano Ma Biao, principalmente composta da salar.
Nel 1939 almeno 33 hui avevano studiato all'Università Al-Azhar del Cairo. Prima della guerra sino-giapponese del 1937 esistevano più di cento periodici musulmani conosciuti. Sebbene la regione di Linxia fosse rimasta un centro di attività religiose, molte attività culturali musulmane si erano spostate a Pechino. I musulmani prestarono servizio a lungo nell'Esercito Rivoluzionario Nazionale e raggiunsero posizioni di rilievo. I musulmani del Kuomitang che vivevano nel nord-ovest della Cina insorsero senza successo contro i comunisti dal 1950 al 1958, dopo la fine della guerra civile cinese.

### Repubblica Popolare Cinese

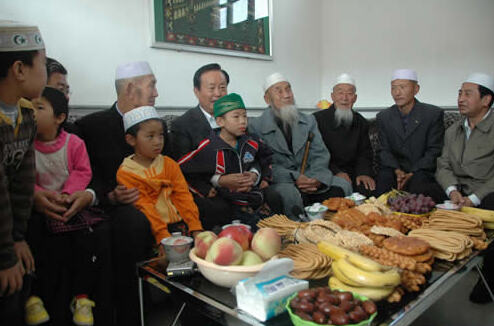
Una famiglia Hui che celebra l'id al-fitr nel Ningxia

Con l'istituzione della Repubblica Popolare Cinese nel 1949 tutte le religioni furono represse, in particolare durante la rivoluzione culturale (1966-1976). Numerosi luoghi di culto, comprese le moschee, vennero distrutti.
Nell'incidente di Shadian del 1975 gli hui furono gli unici a ribellarsi su larga scala durante la rivoluzione culturale. L'Esercito Popolare di Lliberazione massacrò 1.600 musulmani con i MIG. Dopo la caduta della Banda dei Quattro il governo accusò i musulmani e altri gruppi religiosi di aver alimentato superstizioni e di promuovere tendenze antisocialiste. Solo nel 1978 le politiche islamofobe si attenuarono.
Con l'avvento di Deng Xiaoping nel 1979 a tutte le minoranze fu concessa la libertà di usare la propria lingua parlata e scritta, di sviluppare la propria cultura e istruzione e di praticare la propria religione. Mai a così tanti musulmani cinesi era stato concesso di recarsi in pellegrinaggio alla Mecca.
I separatisti uiguri cercarono di ricostituire lo stato del Turkestan orientale nato negli anni '30, sostenuti dall'Unione Sovietica durante la crisi sino-sovietica. Con il crollo dell'URSS la Cina temette potenziali obiettivi separatisti della maggioranza musulmana nello Xinjiang. Se dal 1979 al 1989 a Turpan furono costruite 350 moschee, 30 anni dopo il governo avrebbe costruito dei campi di "rieducazione" per internare i musulmani.
Nel 1989 il governo cinese censurò un libro intitolato Xing Fengsu ("Usanze sessuali") che insultava l'Islam e arrestò i suoi autori dopo varie proteste degli hui a Lanzhou e a Pechino. La polizia aizzò gli hui a prendere parte a roghi pubblici delle copie del libro mentre i manifestanti uiguri furono imprigionati. A partire dagli anni '80 agli hui fu permesso di frequentare le scuole private islamiche, a differenza degli abitanti dello Xinjiang per via dei sentimenti separatisti ivi presenti.

#### XXI secolo
I musulmani hui godono della libertà di culto, mentre gli uiguri dello Xinjiang subiscono controlli più severi.
Ci sono circa 24.400 moschee nello Xinjiang, una media di una moschea ogni 530 musulmani, che è superiore al numero di chiese per cristiano in Inghilterra.
A marzo 2014 i media di massa cinesi hanno stimato che v'erano circa 300 cinesi musulmani attivi nei territori dell'ISIS. Il governo cinese ha dichiarato nel maggio 2015 che non avrebbe tollerato alcuna forma di terrorismo ai fini della salvaguardia della pace, della sicurezza e della stabilità globale.
Nei cinque anni fino al 2017, nello Xinjiang è stato registrato un aumento del 306% degli arresti, che hanno rappresentato il 21% del totale nazionale, nonostante nella regione vi abiti appena l'1,5% della popolazione totale. Nel 2017 si sono registrati circa 227.882 arresti nello Xingjang. Nell'agosto 2018 le autorità hanno vietato agli uiguri di portare la barba lunga e di indossare il velo e le vesti islamiche. Tutti i proprietari di veicoli hanno dovuto installare dei dispositivi di localizzazione GPS.
La National Public Radio ha riferito che dal 2018 al 2020 la repressione dei musulmani non uiguri si è intensificata. Gli imam possono praticare l'Islam solo all'interno della regione in cui è registrata la loro famiglia. Prima di queste restrizioni la Cina aveva centinaia di imam itineranti. Il governo cinese ha costretto quasi tutte le moschee del Ningxia e dell'Henan a rimuovere le cupole e le iscrizioni arabe. Nel 2018 nuove restrizioni linguistiche hanno costretto centinaia di scuole di arabo nel Ningxia e a Zhengzhou a chiudere.

## Popoli

### Gruppi etnici

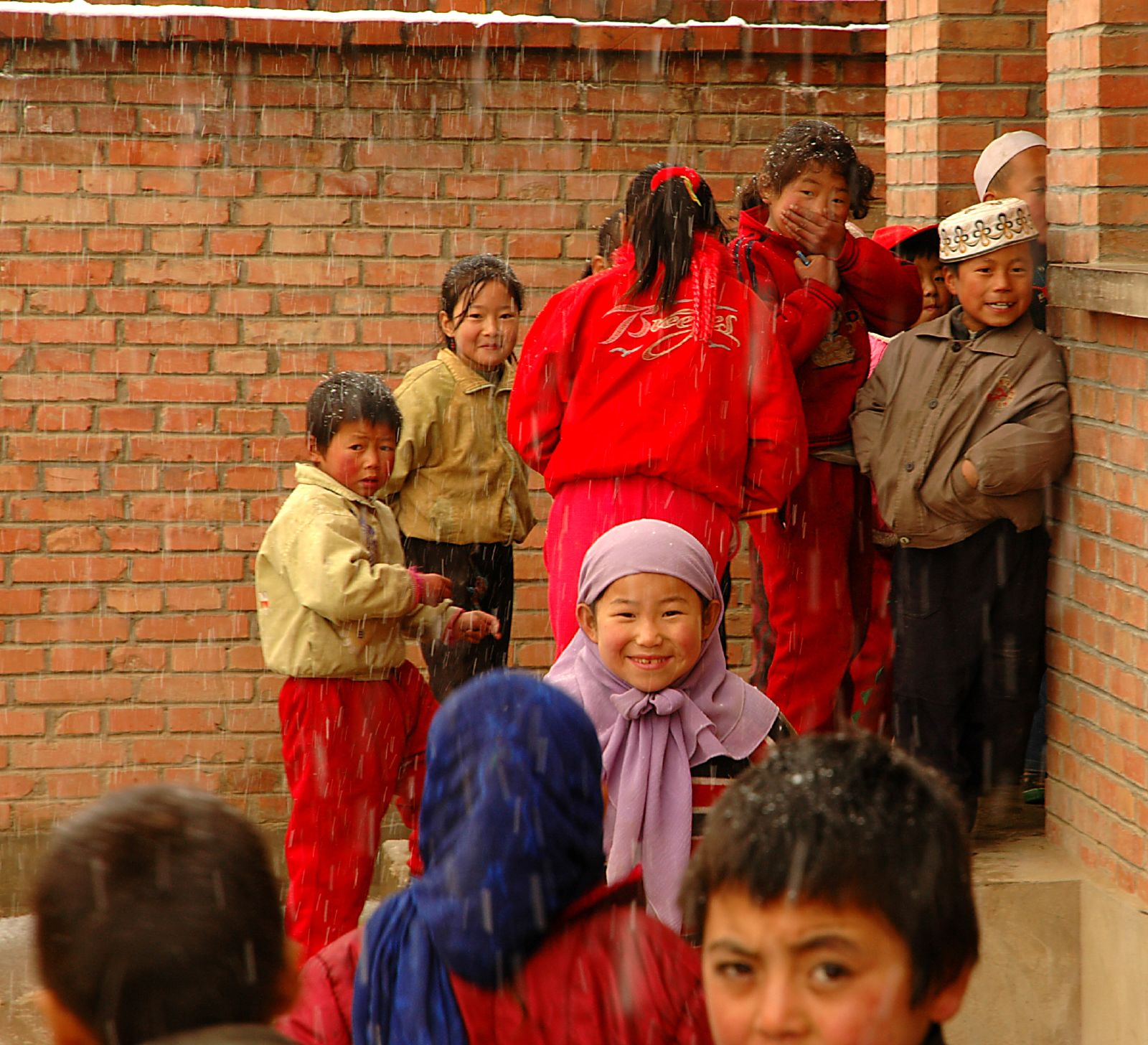
Bambini bonan

I musulmani vivono in ogni regione della Cina. I numeri più elevati si registrano nelle province nordoccidentali dello Xinjiang, del Gansu e del Ningxia, con gruppi significativi anche nello Yunnan e nell'Henan. I gruppi più numerosi in ordine decrescente sono gli hui (9.8 milioni nel censimento dell'anno 2000 o il 48% del numero di musulmani ufficialmente tabulato), uiguri (8,4 milioni, 41%), kazaki (1,25 milioni, 6,1%), dongxiang (514.000, 2,5%), kirghisi (144.000), uzbeki (125.000), salar (105.000), tagiki (41.000), bonan (17.000) e tatari (5.000). A questi si aggiungono i musulmani tibetani che vanno ufficialmente classificati insieme al popolo tibetano.

### Genetica
L'aplogruppo del cromosoma Y O3-M122 dell'Asia orientale si trova in grandi quantità in altri musulmani vicini agli hui come i dongxiang, i bo'an e i salar. La maggior parte dei tibeto-birmani, degli han e degli hui del Ningxia e del Liaoning condividono cromosomi Y paterni di origine dell'Asia orientale che non sono correlati ai mediorientali e agli europei. In contrasto con i lontani mediorientali ed europei con i quali i musulmani della Cina non sono imparentati, gli asiatici orientali, i cinesi han e la maggior parte degli hui e dei dongxiang di Linxia condividono più geni tra loro. Ciò indica che le popolazioni native dell'Asia orientale si sono convertite all'Islam e sono state culturalmente assimilate a queste etnie, e che le popolazioni musulmane cinesi perlopiù non sono discendenti da popolazioni straniere come affermato da alcuni resoconti, mentre solo una piccola minoranza di essi lo è.

### Numero dei musulmani in Cina

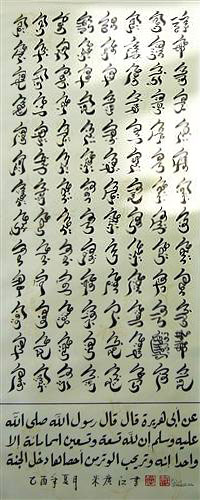
I 99 nomi di Allah scritti in stile sini

Uno studio del 2009 condotto dal Pew Research Center ha concluso che ci sono 21.667.000 musulmani in Cina, pari all'1,6% della popolazione totale. Secondo il CIA World Factbook, circa l'1-2% della popolazione totale in Cina è musulmana. I conteggi del censimento del 2000 implicano che potrebbero essercene fino a 20 milioni. Secondo SARA ci sono circa 36.000 luoghi di culto islamici, più di 45.000 imam e 10 scuole islamiche nel paese. La politica cinese di pianificazione familiare consente alle minoranze, compresi i musulmani, di avere fino a due figli nelle aree urbane e da tre a quattro figli nelle aree rurali.
Una prima stima storica della popolazione musulmana dell'allora Impero Qing appartiene al missionario cristiano Marshall Broomhall. Nel suo libro pubblicato nel 1910 riporta stime per ciascuna provincia, basate sui resoconti dei missionari che vi lavoravano. Broomhall ammette l'inadeguatezza dei dati per lo Xinjiang, stimando la sua popolazione musulmana (praticamente l'intera popolazione della provincia all'epoca) nell'intervallo da 1.000.000 (basato sul numero totale di 1.200.000 della popolazione nello Statesman's Yearbook) a 2.400.000. Inoltre riporta numeri da 2.000.000 a 3.500.000 per il Gansu (che allora includeva anche l'odierna Ningxia e parti del Qinghai), da 500.000 a 1.000.000 per lo Zhili (Pechino, Tientsin e l'Hebei), da 300.000 a 1.000.000 per lo Yunnan e numeri inferiori per altre province, fino a 1.000 nel Fujian. Per la lMongolia (allora parte dell'Impero Qing) prende un intervallo arbitrario da 50.000 a 100.000. Riassumendo, il totale complessivo stimava dai 4.727.000 ai 9.821.000 musulmani in tutto l'Impero Qing dei suoi ultimi anni, ovvero poco più dell'1-2% della popolazione. L'edizione del 1920 del New International Yearbook: A Compendium of the World's Progress indicava tra 5.000.000 e 10.000.000 il numero totale dei musulmani nella Repubblica di Cina.

## Istruzione islamica
Alcuni generali hui come Ma Fuxiang, Ma Hongkui e Ma Bufang hanno finanziato scuole o studenti che si recavano all'estero. Gli imam Hu Songshan e Ma Linyi furono rilevanti nella riforma dell'istruzione islamica in Cina.
I funzionari musulmani del Kuomintang del governo della Repubblica di Cina sostennero l'Accademia degli insegnanti di Chengda, che inaugurò una nuova era dell'istruzione islamica in Cina, promuovendo il nazionalismo e la lingua cinese tra i musulmani e integrandoli pienamente negli aspetti principali della società. Il Ministero dell'Istruzione finanziò la Federazione islamica per la salvezza nazionale cinese, il cui presidente era il generale Bai Chongxi. 40 scuole primarie sinoarabe furono fondate nel Ningxia dal suo governatore Ma Hongkui.
L'imam Wang Jingzhai fu uno dei primi cinesi dell'età moderna a studiare in Medio Oriente e contribuì a educare gli abitanti delle province dell'Henan, dell'Hebei e dello Shandong che erano rimaste al di fuori della tradizionale roccaforte dell'istruzione musulmana nel nordovest della Cina e dove le condizioni di vita erano più precarie.
Gli hui delle pianure centrali (Zhongyuan) differivano nella loro visione dell'istruzione delle donne rispetto a quelli delle province nordoccidentali. Difatti nell'Henan erano storicamente presenti delle moschee femminili e l'istruzione religiosa per le donne era garantita, al contrario delle province nordoccidentali nelle quali l'istruzione femminile fu introdotta solo negli anni '20. Dopo l'invasione giapponese molti rifugiati musulmani ripararono nel nord ovest contribuendo ulteriormente alla nascita di nuove comunità femminili e di nuove scuole, anche se ciò non convolse gli hui locali che continuarono a mantenere i loro usi.

## Pratiche religiose

### Gruppi musulmani
La stragrande maggioranza dei cinesi musulmani è sunnita. Una caratteristica importante di alcune comunità musulmane in Cina è la presenza di donne imam. Lo studioso islamico Ma Tong riporta che i 6.781.500 hui seguono prevalentemente la forma ortodossa dell'Islam aderendo principalmente all'hanfismo maturista. Oltre a ciò vi è una grande minoranza sufi composta dal 21% di Yihewani, 10,9% di Jahriyya, 7,2% di Khuffiyya, 1,4% di Qadariyya e 0,7% di Kubrawiyya. I musulmani cinesi sciiti sono per lo più ismailiti, tra i quali vi sono i tagiki delle aree di Tashkurgan e i sarikoli dello Xinjiang.

### I cinesi musulmani e l'hajj

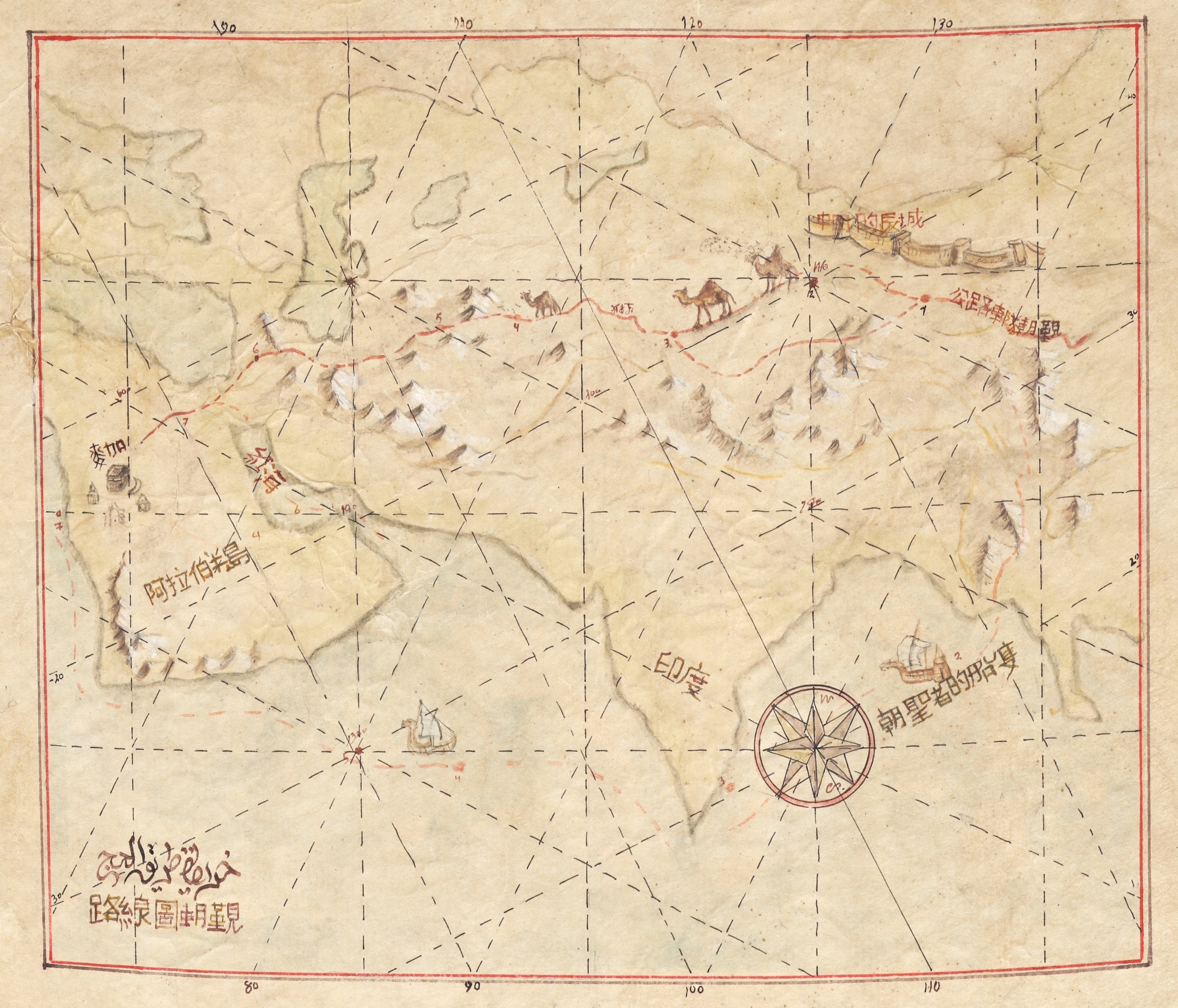
Mappa della fine del XIX secolo delle vie di pellegrinaggio dell'hajj, via terra e via mare, dalla Cina alla Mecca.

L'ammiraglio Zheng He compì l'hajj durante uno dei suoi viaggi tra il 1401 e il 1433. Altri cinesi musulmani potrebbero aver compiuto il pellegrinaggio alla Mecca nei secoli successivi, anche se le informazioni al riguardo sono carenti. Uno dei generali che si recò alla Mecca fu Ma Lin, mentre Ma Fuxiang e Ma Linyi finanziarono l'hajj dell'imam Wang Jingzhai nel 1921.
Con le restrizioni imposte durante la rivoluzione culturale i cinesi musulmani dovettero recarsi in Pakistan per compiere l'hajj. Oggi circa 10.000 persone all'anno si recano alla Mecca con un record di 10.700 pellegrini attestatosi nel 2007. Nel 2019 oltre 11.000 residenti dello Xinjiang hanno compiuto il pellegrinaggio.

## Organi rappresentativi

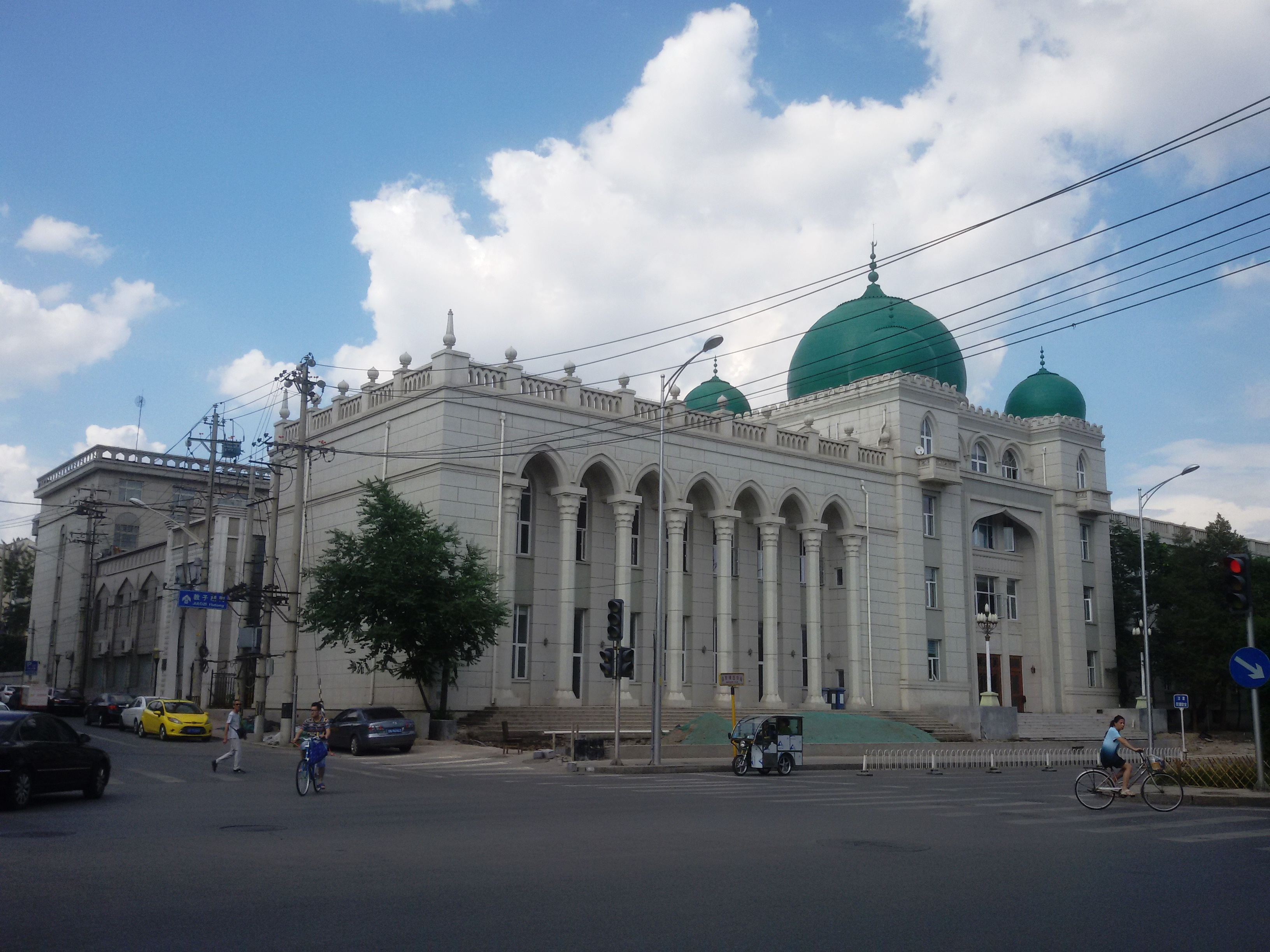
Sede dell'Associazione islamica cinese a Pechino

Istituita dal governo, l'Associazione islamica cinese rappresenta i cinesi musulmani a livello nazionale. Alla riunione inaugurale dell'11 maggio 1953 a Pechino erano presenti rappresentanti di 10 nazionalità della Repubblica popolare cinese. L'associazione doveva essere gestita da 16 leader religiosi islamici incaricati di dare "un'interpretazione corretta e autorevole" del credo e del canone islamico. Il suo compito è compilare e diffondere discorsi ispiratori e aiutare gli imam a migliorare sé stessi e a controllare i sermoni fatti dai religiosi in tutto il paese.
Si riportano alcune delle concessioni religiose per i musulmani:
- Alle comunità musulmane è consentito avere dei cimiteri separati
- Le coppie musulmane possono sposarsi davanti a un imam
- Ai lavoratori musulmani sono consentite le vacanze durante le principali feste religiose
- I cinesi musulmani possono compiere il pellegrinaggio alla Mecca.

## Cultura e patrimonio

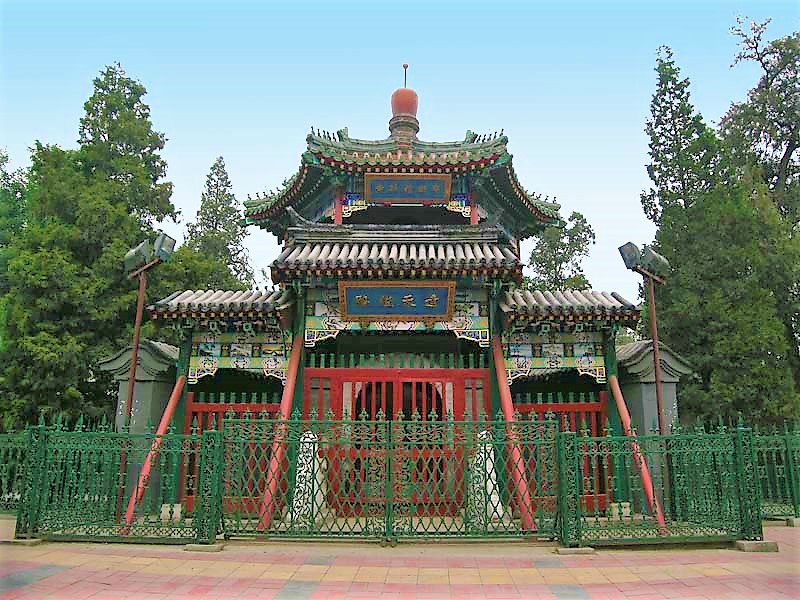
La moschea di Niujie a Pechino

La conquista mongola dell'Eurasia nel XIII secolo fu fondamentale nel portare nell'impero cinese le tradizioni culturali dell'Asia centrale e occidentale. In Cina l'Islam influenzò notevolmente la tecnologia, le scienze, la filosofia e le arti. Ad esempio i cinesi appresero conoscenze mediche islamiche come la guarigione delle ferite e l'analisi delle urine. Tuttavia, i cinesi non furono gli unici a beneficiare degli scambi culturali della via della seta. Nell'Islam sono evidenti alcune caratteristiche dell'arte buddhista, come la presenza di figure umane nei dipinti che si pensava fossero proibiti.
Prendendo l'impero mongolo eurasiatico come punto di partenza, l'etnogenesi degli hui può anche essere tracciata attraverso l'emergere di tradizioni musulmane distintamente cinesi nell'architettura, nel cibo, nell'epigrafia e nella letteratura islamica, che si sono protratte fino ai giorni nostri.

### Architettura islamica in Cina

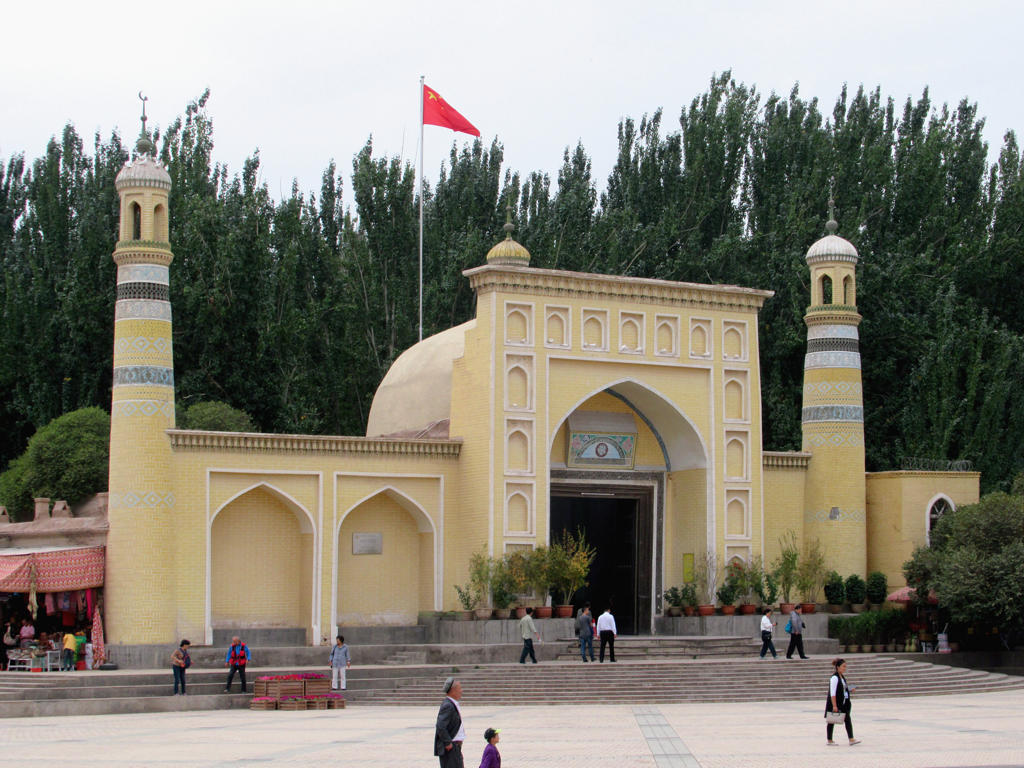
Moschea di Id Kah

In cinese la moschea è chiamata qīngzhēn sì (清真寺, "tempio della pura verità"). La moschea Huaisheng, la Grande Moschea di Xi'an e la Grande Moschea del Sud di Jinan non replicano molte delle caratteristiche spesso associate all'arte islamica tradizionale, seguendo invece i canoni dell'architettura tradizionale cinese. Una caratteristica importante nell'architettura cinese è la sua enfasi della simmetria, visibile dai palazzi alle moschee, che conferisce un senso di grandezza. Ciò non avviene nella progettazione dei giardini, che tendono ad essere il più asimmetrici possibile. Come per i dipinti delle pergamene cinesi, il principio alla base della composizione del giardino è quello di creare un flusso duraturo.
Gli edifici cinesi possono essere costruiti con mattoni, ma le strutture in legno sono le più comuni in quanto hanno una maggiore resistenza ai terremoti, pur essendo vulnerabili al fuoco. Il tetto di un tipico edificio cinese è curvo e ve ne sono rigorose classificazioni paragonabili agli ordini classici delle colonne europee. Come in tutte le regioni, l'architettura islamica cinese riflette l'architettura locale nel suo stile. Nella Cina occidentale le moschee assomigliano a quelle del Medio Oriente, con minareti alti e slanciati, archi sinuosi e tetti a cupola, mentre nel nordovest le moschee hanno tetti svasati in stile cinese incastonati in cortili murati a cui si accede attraverso archi con cupole in miniatura e minareti. La prima moschea costruita in Cina fu la Grande Moschea di Xi'an, fondata durante la dinastia Tang nel VII secolo.

### Cibo halal in Cina
I mercanti arabi e persiani che giunsero in Cina durante le dinastie Tang e Song introdussero nel paese la dieta musulmana. La cucina sino-islamica fa uso di carne di montone e agnello e ha ereditato i diversi metodi di cottura della cucina cinese, come la brasatura, l'arrosto, la cottura a vapore e gli stufati. Ogni regione mantiene il proprio stile e le proprie caratteristiche. I ristoranti sino-islamici sono frequentati sia da musulmani che da cinesi han.

### Calligrafia

#### Sini

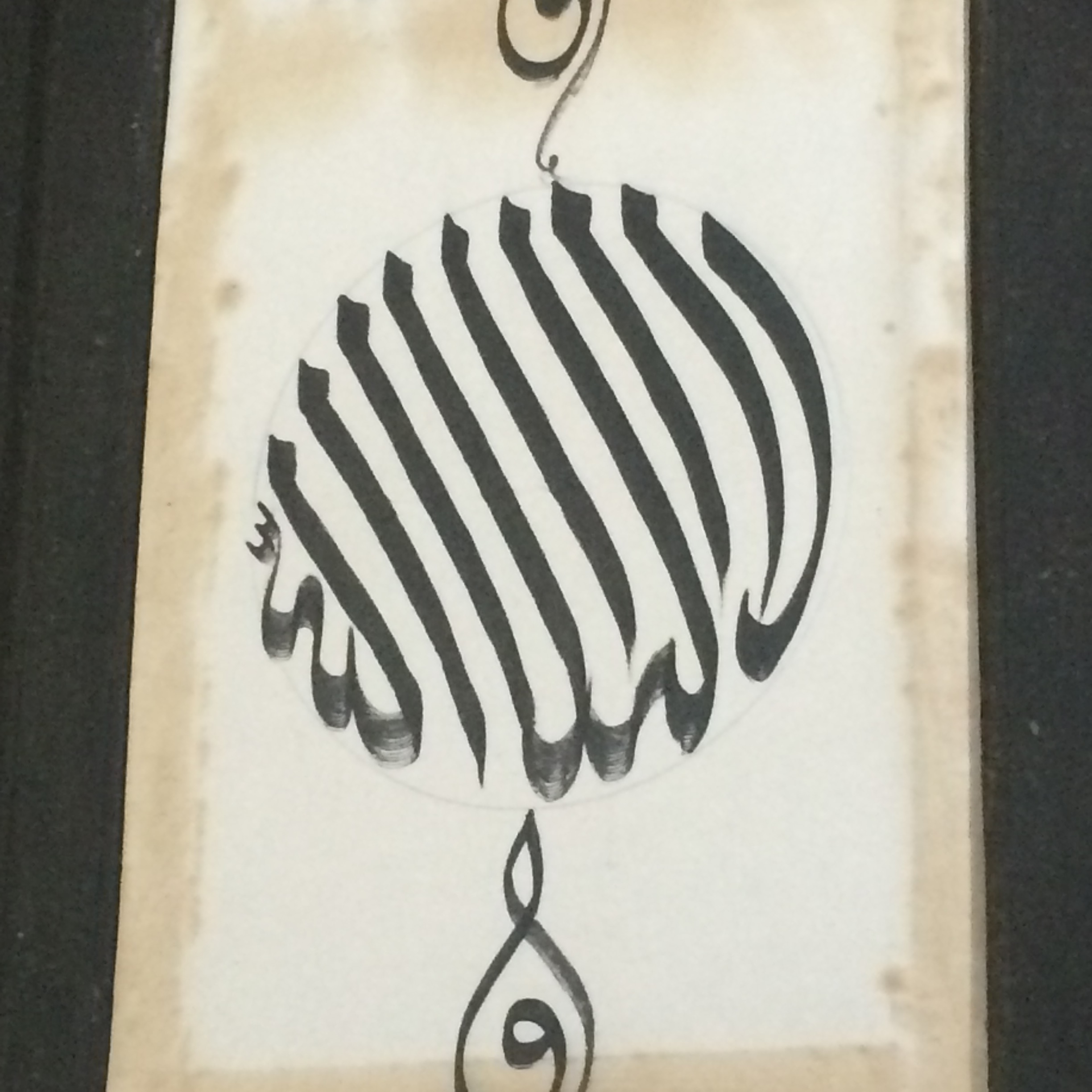
Calligrafia araba in stile sini della prima shahada (La 'ilāha 'illā Allāh) presso la Grande Moschea di Xi'an

Il sini è una forma calligrafica islamica cinese per la scrittura araba. Può riferirsi a qualsiasi tipo di calligrafia islamica cinese, ma è comunemente usata per creare effetti spessi e affusolati, proprio come la calligrafia cinese. È ampiamente utilizzato nelle moschee della Cina orientale e in misura minore nel Gansu, nel Ningxia e nello Shaanxi.

#### Xiao'erjing
Lo xiao'erjing è uno stile che viene usato per scrivere le lingue sinitiche come il mandarino o il dungano nell'alfabeto arabo. È usato occasionalmente da molte minoranze etniche che aderiscono alla fede islamica in Cina (perlopiù gli hui, ma anche i dongxiang e i salar) e in precedenza dai loro discendenti dungani dell'Asia centrale.

### Arti marziali
Gli hui inventarono e adattarono molti stili di wushu come il bajiquan, il piguazhang e il liuhequan. Tra le roccaforti del wushu musulmano vi era la contea di Cang, nell'Hebei. Questo tipo di arti marziali differivano molto dagli stili turchi praticati nello Xinjiang.

### Letteratura
L'Han Kitab era una raccolta del XVIII secolo di testi islamici cinesi scritti dagli hui che sintetizzavano l'Islam e il confucianesimo. In esso vennero incluse anche le opere di Wu Sunqie, Zhang Zhong e Wang Daiyu.